# Villefort (Lozère)
Villefort is een gemeente in het Franse departement Lozère (regio Occitanie) en telt 620 inwoners (1999). De plaats maakt deel uit van het arrondissement Mende.

## Geografie
De oppervlakte van Villefort bedraagt 7,4 km², de bevolkingsdichtheid is 83,8 inwoners per km².

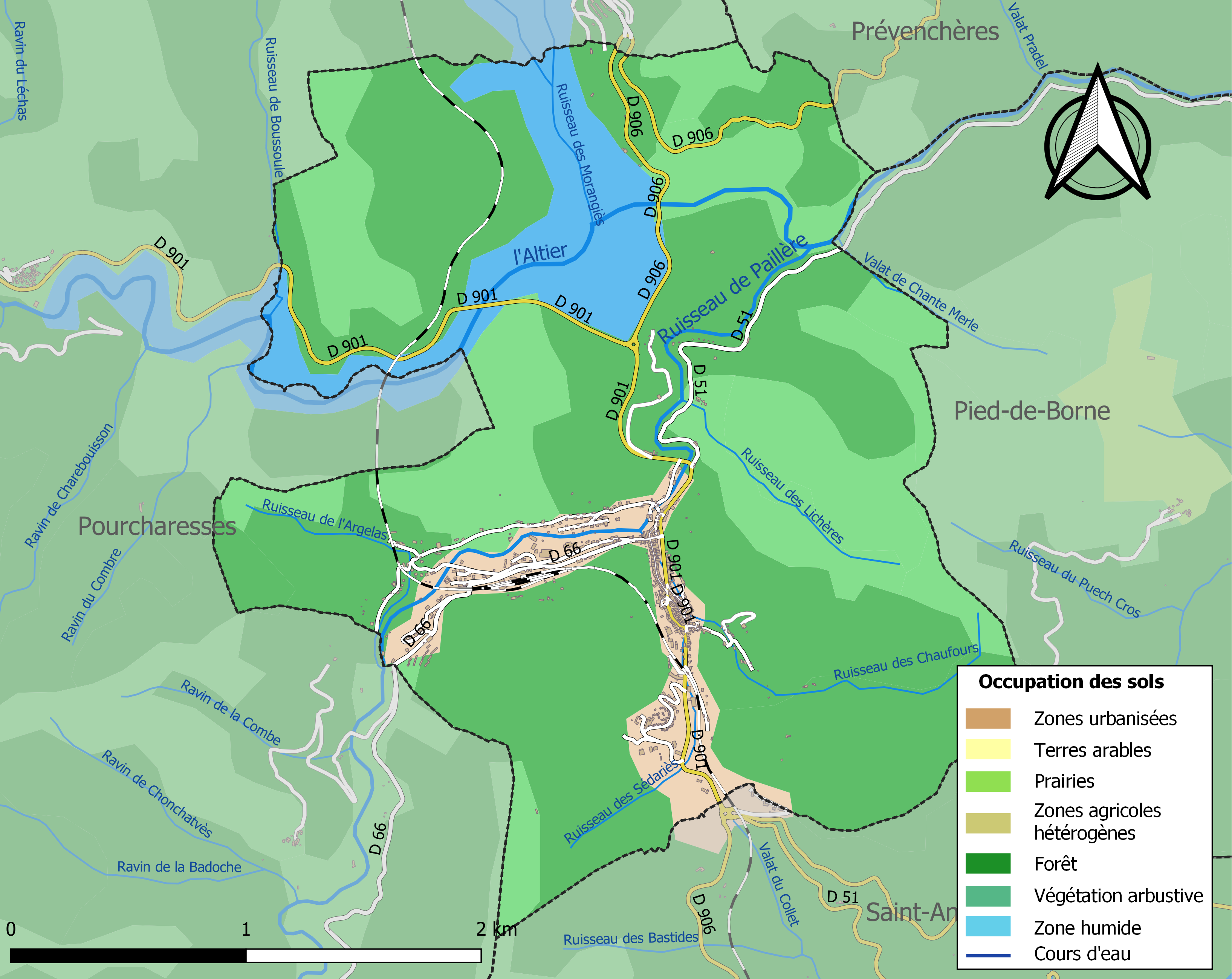
Kaart van de gemeente met de belangrijkste infrastructuur, bodemgebruik en omliggende gemeenten

## Verkeer
In de gemeente ligt het spoorwegstation Villefort.

## Demografie
Onderstaande figuur toont het verloop van het inwonertal (bron: INSEE-tellingen).